# Visio Thurkilli
La Visio Thurkilli, pervenutaci in due manoscritti completi e narrata sia nei Flores historiarum di Ruggero di Wendover che nel Chronicus maior di Matthew Paris, è la sola visione generale dell’aldilà registrabile nel XIII secolo.

## Il relatore
Thurkill è un contadino originario del villaggio di Stisted nell’Essex, "simplex, rurali operi assuefactus et iuxta mediocritatem facultatis sue elemosinis atque hospitalitati deditus" che, nel 1206, ha l’opportunità di visitare l’aldilà in spirito, guidato da san Giuliano. Il relatore della visione è anonimo ma è possibile delinearne almeno i contorni, ricavando alcune informazioni dal testo. 
Nella prefazione ci viene detto che Thurkill ha avuto la visione "in partibus nostris" per cui è presumibile dedurre che anche il relatore della Visio fosse originario dell’Essex; forse era un monaco, appartenente al monastero cistercense di Coggeshall, un paese vicino a quello di Stisted. Tra il 1207 e il 1218, l’abate di questo monastero era Rodolfo di Coggeshall, autore del Chronicon Anglicanum. In un’aggiunta a questa opera, si legge che l’abate si era impegnato a trascrivere le visioni che aveva udito da uomini venerabili per la crescita morale di chi le ascoltava; inoltre, alcune delle visioni ricordate nella prefazione della Visio sono presenti anche nel Chronicon Anglicanum. Ad oggi, l’identificazione del relatore della Visio con Rodolfo di Coggeshall è la tesi maggiormente accreditata tra gli studiosi, anche se alcuni dubbi non sono ancora stati sciolti; ci si chiede per quale motivo Rodolfo, nella Visio, abbia citato alcuni versi del poema allegorico Architrenio di Giovanni di Altavilla, mentre nel Chronicon sembri non conoscere affatto questa fonte.
In merito all’identificazione, sono state avanzate anche altre ipotesi che, per esempio, propongono come relatore il monaco Ruggero, originario del monastero di Croyland; aveva infatti scritto una vita di san Tommaso per poi dedicarla al suo abate, Enrico di Lungo Campo, fratello di Osberto che altri non era se non il padrone di Thurkill.
Inoltre, anche i canonici di santa Ositha potrebbero aver redatto la Visio. Durante il viaggio oltremondano, Thurkill viene condotto da san Michele nella parte meridionale del tempio dove il visionario riconosce alcuni volti a lui noti tra cui un tale, Roger Picoth, un tempo suo signore; costui doveva attendere il suo ingresso nella basilica perché colpevole di aver trattenuto una rendita annuale, che avrebbe invece dovuto versare proprio ai canonici di santa Ositha. La santa viene inoltre collocata dalla visione nel paradiso per cui si può pensare che i canonici abbiano redatto la Visio per poter divulgare il reddito annuale che spettava loro e onorare al contempo la santa. 
Oltre a Giovanni di Altavilla, il relatore della Visio mostra di conoscere anche Orazio, Sulpicio Severo e Gregorio Magno, nonché altre Visiones come quella di Tnugdalo, di San Patrizio, del monaco di Eynsham e di Guntelmo.

## La prefazione
La Visio si apre con una prefazione scritta dalla mano del suo redattore, intenzionato a sottolineare la veridicità del racconto riportato da Thurkill sul suo viaggio nell’aldilà; molte erano le visioni che fiorivano in quel periodo (XII-XIII sec.), come quella avuta da un soldato irlandese di nome Owen o quella riportata da un monaco presso Eynsham, tutte "ut occulta in lucem prodeant et que dubia erant certa et evidentia fiant, quatinus fides vacillans certis roboretu rargumentis et caritas pene refrigerata frequentium visionum inflammetur incitamentis".
A sostegno della credibilità dei racconti dei visionari, il redattore porta alcune argomentazioni. Ad esempio la personalità moralmente inattaccabile di chi mette per iscritto la Visio: come Adam, vicepriore della comunità di Eynsham, "vir valde gravis ac religiosus", che mai avrebbe dato ascolto al racconto di uno dei suoi monaci se lo avesse reputato un fatto non credibile. Oppure, sono la semplicità e l’innocenza del visionario, insieme all’azione benefica del racconto stesso, esercitata su chi vi avesse prestato ascolto, a dar prova dell’attendibilità, in questo caso, della stessa Visio Thurkilli. Visio che il redattore ha messo per iscritto rifacendosi allo stesso linguaggio senza pretese del visionario da cui aveva potuto ascoltare direttamente il racconto del suo viaggio avvenuto peraltro in un momento particolare del calendario liturgico: Thurkill ha compiuto la sua peregrinazione ultraterrena presumibilmente tra il 27 e il 29 ottobre, in prossimità della solennità di Ognissanti e dei Morti, periodo in cui si credeva possibile per i defunti far visita ai vivi e per questi ultimi avere accesso alle regioni ultramondane.
È infatti necessario ricordare che Thurkill, così come molti altri visionari del tempo, è un laico, condizione che in questi secoli è spesso associata a quella dell’analfabeta. La dimensione più vera e primigenia delle Visiones è pertanto quella orale; solo in seguito avveniva la stesura del racconto, generalmente per mano di un litteratus, un clericus, almeno fino ai secoli XII e XIII, e proprio lo statuto socio-culturale del redattore, insieme ad altre componenti, permetteva di conferire al testo scritto un certo livello di attendibilità. Oggi, per stabilire la veridicità di una Visio, si è chiaramente guidati da altri parametri quali la maggior affidabilità di un racconto riconducibile ad un solo intermediario, che ha ascoltato la vicenda direttamente dal visionario o la brevità del lasso di tempo trascorso tra il momento in cui il visionario ha esposto la vicenda e quello in cui è stata messa per iscritto. Elementi questi che possiamo felicemente ricondurre alla Visio in esame: come accennato sopra, il redattore infatti afferma "visionem simplicis viri et simplici eloquio, sicut ab eius ore audivimus, scripto summatim mandare curavi". Inoltre, l’avvenimento è occorso nel 1206, a breve distanza da quando è stato messo per iscritto. Elementi questi che portano a credere che, almeno per quanto riguarda il contesto in cui si è svolto il viaggio oltremondano, non siano stati apportati molti cambiamenti rispetto al racconto originario.

## La trama

### L’incontro con san Giuliano e l’arrivo alla basilica
Il protagonista della visione è un contadino di nome Thurkill che, guidato da san Giuliano l’Ospedaliere, intraprende un viaggio alla scoperta di alcuni segreti sconosciuti agli uomini mortali. Il corpo del contadino rimane insensibile ed immobile per due giorni e due notti, “come in preda ad un sonno pesante”, perché il visionario visiterà l’aldilà solo con l’anima. 
Una volta diretti “verso oriente fino al centro del mondo”, Thurkill e san Giuliano giungono ad una basilica, detta di Santa Maria e custodita da san Donnino, in cui venivano riunite tutte le anime morte da poco e in attesa di essere giudicate in base ai loro meriti. La basilica si presenta con un aspetto meraviglioso e con un battistero al centro per illuminare le zone circostanti.

### Il purgatorio
Nella parte ad oriente della basilica, è visibile un fuoco purificatore, attraverso cui passano le anime purganti, per poi immergersi in uno stagno dall’acqua fredda e salatissima, presieduto da san Nicola; tanto nel fuoco le anime ardono per un tempo proporzionato alle colpe commesse in vita, così sono immerse per gradi diversi nell’acqua dello stagno. 
All’ora nona del sabato, Uriele, angelo e custode di quella zona, fa uscire tutta l’acqua dello stagno e lo riempie di nuovo allo spuntare dell’aurora del lunedì in modo che le anime, nel rispetto della domenica, possano trovare quiete.
Più avanti, Thurkill vede un ponte, ricoperto di punte e spine; il percorso di attraversamento è più difficile e lento per quelle anime che non si sono preoccupate di redimere i propri peccati attraverso opere di misericordia o che non sono aiutate da messe speciali ed elemosina in loro suffragio. 

### La sorte delle anime
A nord della basilica, è collocata la bocca dell’inferno, una fossa che esala fumo fetido sul volto di tutti coloro che hanno trattenuto ingiustamente delle decime, compreso lo stesso Thurkill.
Vicino alla fossa, il contadino può vedere il diavolo e san Paolo, intenti a giudicare le anime pesando su una bilancia i loro meriti e colpe. Quando la bilancia pende verso san Paolo, l’anima giudicata viene fatta passare attraverso il fuoco purgatoriale; altrimenti, viene fagocitata dalla bocca dell’inferno.
Giungono alla basilica anche l’arcangelo Michele e l’apostolo Pietro, per assegnare alle anime le sedi che loro spettavano in base al comportamento tenuto in vita. Le anime vestite di bianco sono fatte passare illese da san Michele attraverso il fuoco, lo stagno e il ponte per giungere al paradiso. 
San Pietro fa invece passare quelle anime che sembrano come macchiate di bianco e nero attraverso il fuoco purgatoriale, perché possano così purificare le proprie colpe. 

### L’alto inferno: il teatro e i pentoloni
Arriva poi un demone, da settentrione, cavalcando l’anima di un nobile inglese, trasformata in un cavallo; è infatti permesso ai diavoli plasmare le anime dei dannati in qualunque forma desiderassero. 
L’arrivo del demone sancisce un momento della settimana molto importante: la sera di ogni domenica ha infatti luogo uno spettacolo teatrale in cui le anime dannate devono ripetere le azioni peccaminose che hanno commesso in vita di fronte ai diavoli che si prendono gioco di loro. 
Thurkill, guidato e protetto da san Giuliano e san Donnino, si reca perciò in un vero e proprio teatro costituito da seggi infuocati e completamente ricoperti di chiodi su cui stanno le anime dannate, protagoniste dello spettacolo. Sono anime di condizioni e sesso diverso: un superbo, un sacerdote, un soldato, un giudice, due adulteri, un gruppo di calunniatori, ladri che violano le chiese, contadini malvagi, un mugnaio ed un mercante. Vicino alla zona in cui stanno i seggi, Thurkill ha potuto vedere anche altri quattro enormi cortili in cui sono collocati alcuni pentoloni riempiti con sostanze infuocate, gelate o putride e in cui sono punite anime peccatrici di qualunque tipologia.

### Il tempio: arrivo e visita del paradiso
Una volta attraversato il ponte, le anime possono raggiungere il paradiso: un magnifico tempio posto sul monte della gioia.
Sul lato meridionale del tempio, Thurkill vede le anime in attesa di ricevere suffragi da parenti ed amici per potersi così avvicinare sempre di più all’ingresso della chiesa; tra queste, riconosce Roger Picoth, un tempo suo signore, colpevole di non aver pagato ai suoi dipendenti il giusto compenso e di non aver versato una rendita annua alla canonica di santa Ositha.
Sul lato settentrionale del tempio, il contadino vede invece l’anima del padre, costretta a sopportare il freddo e a stare su rocce aguzze, perché colpevole di aver accumulato una somma in modo fraudolento; con messe e la restituzione di quel denaro, Thurkill può riscattare la sorte dell’anima paterna, ponendo fine alle sue sofferenze.
Una volta entrato nel tempio, grazie all’intercessione dell’angelo, vede molte altre anime, bianchissime e felici; è quello un luogo di vera pace in cui è possibile ascoltare l’armonia celeste ed essere addolciti da quel suono tanto soave. 
La visione si conclude con l’esplorazione dell’ultima parte del tempio, quella orientale, in cui, vicino ad una fonte circondata da fiori ed erbe splendide, è seduto Adamo, simbolicamente raffigurato.
Poco più avanti ecco una porta che conduce ad un tempio ancora più bello del precedente; entratovi, Thurkill vede santa Caterina, santa Margherita e santa Ositha.

### Il ritorno a casa
Mentre Thurkill ammira la bellezza delle sante, san Michele ordina a san Giuliano di far ricongiungere Thurkill con il suo corpo immediatamente, perché le persone giunte al capezzale del contadino, stavano versando nella sua bocca dell’acqua benedetta e questo avrebbe potuto soffocarlo. Così il visionario, senza sapere come, torna al suo corpo.
Si era diffusa intanto nel villaggio la notizia della particolare situazione in cui versava il corpo di Thurkill; tutti lo credono ormai prossimo alla morte. Al suo improvviso risveglio, molti dei presenti gli pongono domande su quanto gli fosse capitato ma “per semplicità e campagnola timidezza”, il visionario non riesce a rispondere in modo preciso a tutte le domande; pertanto, la notte seguente, gli appare di nuovo san Giuliano che gli intima di raccontare con ordine, nel successivo giorno di Ognissanti, ciò che aveva visto perché questo era lo scopo della sua visione. Il contadino intimidito, si reca perciò il giorno dopo in chiesa e, con grande eloquenza, racconta ai presenti tutto ciò che gli era capitato.

## La topografia dell'aldilà
La topografia dell’aldilà, così come è rappresentata nel testo della Visio Thurkilli, è particolarmente interessante per il fatto che riprenda temi e motivi divenuti ormai topici nell’immaginario della letteratura visionaria e soprattutto perché presenti il purgatorio come regno autonomo e distinto da inferno e paradiso; l’area purgatoriale, posta ad oriente ed attraversata dalle anime che, sulla scia della tradizione platonica, presentano i peccati in forma di macchie, consiste in una zona di fuoco, in un lago ghiacciato, e infine, in un ponte. Da molti teologi, il fuoco è considerato come mezzo purgatoriale, a partire dall’interpretazione di un passo contenuto nella prima Lettera ai Corinzi fino ad arrivare a Dante che, nel canto XXVII del purgatorio, parla di un muro di fuoco che separa la settima cornice del regno purgatoriale, in cui i lussuriosi scontano i loro peccati, dal paradiso terrestre: "Sì com’ fui dentro, in un bogliente vetro gittato mi sarei per rinfrescarmi, tant’era ivi lo ’ncendio sanza metro".
Nella Visio Thurkilli, le anime purganti, uscite dalla zona di fuoco, giungono poi ad un lago dall’acqua fredda e salatissima in cui vengono immerse a diversi gradi in base alla durata totale della loro purificazione; periodo che può essere accelerato da messe dette in numero proporzionale al grado di profondità dell’acqua dello stagno in cui si trovano. Il motivo dell’immersione delle anime è antico, già presente nella Visio Pauli e in molte visioni popolari dal VI al XIII secolo; difficile non pensare anche alla palude ghiacciata formata dal Cocito, il fiume dell’inferno dantesco in cui, insieme al Flegetonte, le anime vengono immerse gradualmente in base alla gravità del tradimento compiuto.
Il ponte come mezzo purgatoriale viene inserito per la prima volta nella topografia visionaria da Gregorio Magno; nelle visioni ultramondane lo si trova come semplice strumento di pena e di giudizio, nella funzione ad esempio di separare le anime peccatrici da quelle beate, per poi articolare le sue funzioni nei secoli XI-XII, diventando parte del meccanismo purgatoriale e poi anche dell’architettura del luogo, come è visibile anche nel testo della Visio Thurkilli. Il ponte è infatti sia luogo di purificazione, ricoperto da punte e spine, sia parte della struttura del purgatorio stesso, perché conduce le anime, che riescono ad attraversarlo grazie all’aiuto di messe speciali o elemosina in loro suffragio, al monte della gioia. Un uso del ponte come elemento punitivo e, al contempo, mezzo per collegare inferno e paradiso non è facilmente riconoscibile nella Commedia; forse, ci si può avvicinare, pensando ai ponticelli che collegano Malebolge, tenendo però ben presente che Dante ha fatto di una montagna e non di un ponte, sia luogo di purgazione che mezzo di collegamento topografico tra gli altri due regni dell’aldilà, svicolando dunque il ponte dalle funzioni presenti nelle visioni precedenti.
Non bisogna comunque dimenticare che anche nella Visio in esame, Thurkill ha l’impressione di ascendere una montagna mentre si sta recando al teatro in cui vengono puniti i dannati del basso inferno; la parte alta invece è rappresentata da una buca che esala fiamme, fetore e fumo e che ricorda un cratere in eruzione. L’iconografia tradizionale tendeva a credere infatti che la bocca dell’inferno si trovasse in alcuni vulcani tra cui, in particolare secondo Gregorio Magno, quelli in Sicilia o in Campania.
Una volta che le anime, scampate all’inferno, sono rese completamente bianche, vengono fatte entrare da san Michele nel tempio, posto sul monte della gioia a rappresentare il paradiso; qui un’armonia celeste scendeva dal cielo "[…] ita omnes quadam suavitatis dulcedine interius demulcet ac reforvet, ac si omnium ferculorum deliciis reficerentur", sulla scia di quanto è giunto soprattutto dai racconti dei monaci irlandesi, con riferimento particolare alla Navigatio Sancti Brendani; durante il loro peregrinare, i navigatori giungono infatti ad un monastero dove gli abitanti non si ammalano e hanno sempre pane ed acqua in abbondanza. Topica è anche la presenza di uno splendido giardino posto nella parte orientale del tempio e in cui si trova una grande varietà di erbe, fiori, alberi e frutti profumati; Thurkill, superato il giardino, può vedere un altro tempio, molto più bello del precedente per la luminosità che irradiava da ogni parte e da una cappella, posta in una zona laterale. Tra XII e XIII secolo, le visioni ultramondane tendono a presentare diverse iconografie per rappresentare il paradiso, forse anche in risposta all’onnipresenza della Gerusalemme celeste nei testi precedenti: Thurkill, come Godescalco, descrive il paradiso come un tempio ma, in altre visioni, lo troviamo associato ad un giardino, ad una città o, per la maggiore, al modello delle sfere celesti. Non c’è un modello prevalente ma, in un unico testo, possiamo trovare anche più rappresentazioni del paradiso coesistenti.

## Il teatro della crudeltà
L’aspetto più spettacolare della Visio può essere ricondotto alla presenza di un vero e proprio teatro, collocato in un’area settentrionale non meglio identificata, sul pendio di una montagna, in una casa molto grande, ricoperta di fuliggine e circondata da mura diroccate; degni di nota sono soprattutto i seggi del teatro, posti all’interno di cortili e formati da cerchi di ferro ardenti, ricoperti di chiodi da ogni parte, su cui sono sedute le anime peccatrici. Sul perimetro del cortile altri seggi che ospitano i demoni, pronti ad assistere allo spettacolo. Dopo aver accuratamente descritto l’architettura del luogo, la Visio prosegue elencando i personaggi che, come accennato sopra, devono riproporre il peccato commesso in vita per cui sono stati dannati. Ma la scena teatrale non si limita unicamente a questo perché le anime sono anche costrette a subire indicibili torture per mano dei diavoli, torture che vengono esposte con incredibile dettaglio e minuzia di particolari. Questa tendenza alla descrizione puntuale dei tormenti a cui sono sottoposti i corpi, ben si inquadra con la propensione generale ad insistere sull’aspetto della corporeità propria delle visioni successive a quelle altomedievali, che si concentrano invece sulle descrizioni dei luoghi infernali più che sulle pene. L’inclinazione a raffigurare la varietà dei supplizi è riscontrabile anche nell’iconografia dell’XII-XIII secolo; come unico esempio basti pensare all’affresco di Giotto con la raffigurazione dell’inferno nella cappella degli Scrovegni. 
Da tale contesto è possibile desumere l’intento della visione: trasmettere un monito al lettore passando attraverso stupore, spavento e repulsione. Non siamo lontani dalla maggior parte delle omelie del XIII secolo che hanno l’abitudine di ricorrere ai sensi e alla corporeità senza mai disgiungerli dal raccapriccio e dal disgusto.
Ed ecco giungere al teatro il primo attore-dannato, il superbo, descritto nei suoi tratti tipici ed essenziali, con la testa dritta e lo sguardo obliquo: "Ardescit oculis vultuque minatur, in articulos surgens crure stat inverso, in pectus tenditur collumque supinat, vultu candet atque oculis ignitis pronosticat iram, nasumque digito feriens magna miniatur". E mentre è intento a mimare queste azioni, le sue vesti prendono fuoco, bruciando tutto il corpo, destinato di lì a poco ad essere fatto a pezzi e asperso con del grasso bollente dai diavoli-spettatori: dopo un tale strazio, le membra del superbo tornano integre, pronte per essere chiuse tra lamine di ferro chiodate e infuocate ed essere rispedite al suo altrettanto doloroso seggio. Una descrizione questa che, da una parte, sottolinea il prevalere di una concezione materiale dell’anima, considerata un corpo a tutti gli effetti ma distinta da quello umano proprio perché è indistruttibile; dall’altra, assume anche un carattere sinestetico nel volersi soffermare sullo stridore provocato dal grasso versato sulle membra del superbo, "velut cum aqua frigida in bullientis agimine inicitur", quasi a riprodurre una vera e propria rappresentazione. Forte è il richiamo tra questa scena e quella del canto XXII dell’inferno dantesco in cui sono puniti i barattieri, quando il diavolo Libicocco strazia il braccio di Ciampolo di Navarra con un uncino: "[…] preseli ‘l braccio col runciglio, sì che, stracciandolo, ne portò un lacerto".
Come il superbo è descritto nei tratti essenziali che si accostano tradizionalmente a quel tipo di peccato, così altri tra i dannati assumono su di sé caratteristiche topicamente associate all’impiego che hanno svolto in vita, venendo meno ai propri doveri: al sacerdote viene infatti tagliata la lingua per non aver ammaestrato il popolo con la predicazione o azioni degne di lode, i contadini, colpevoli di aver mal coltivato le terre dei loro padroni e maltratto il bestiame, vengono assaliti e sbranati da mandrie di buoi imbizzarriti, la farina rubata da un mugnaio si fa fuoco, bruciandogli prima le mani e poi tutto il corpo e un giudice corrotto è costretto ad ingoiare monete infuocate, in una perfetta logica di contrappasso. Logica che viene seguita anche nella tipologia di punizione inflitta ai due amanti, obbligati a riproporre nel teatro "veneros motus et impudicus gestus", trasformando il loro amore in un odio tanto crudele da spingerli a sbranarsi. Il fuoco è presente in quasi tutte le forme di tortura a cui sono sottoposti i dannati, a partire dai seggi ardenti su cui siedono: parte della pena di due calunniatori consiste, ad esempio, in un’asta infuocata posta all’estremità delle loro bocche e anche i ladri, i profanatori di luoghi sacri insieme ai piromani, vengono posti su delle ruote di ferro "aculeis et sudibus infixas, que ex nimias uccensione igneum ymbrem scintillabant". I diavoli possono avere anche parte attiva nell’azione mimica dei dannati, come accade per il soldato, colpevole di aver commesso stragi, saccheggi e partecipato a tornei, tanto deprecati nei sermoni dei predicatori: equipaggiato con corazza, elmo, scudo e gambali, pesanti ed ardenti, monta un cavallo dalla cui bocca esce una fastidiosa fiamma, nera e fetida, cavalcando su una sella munita di chiodi infuocati. I demoni cercano di rendere più difficile il suo già difficoltoso incedere, venendogli incontro e replicando loro volta i gesti del dannato, per poi disarcionarlo e destinare il suo corpo allo stesso scempio visto prima, tagliando le membra a pezzi per poi ricoprirle con il solito fluido infuocato.
Lo spettacolo si chiude con un accenno alla presenza nel teatro di un mercante, colpevole di aver venduto le sue merci ricorrendo alla frode ma nulla viene aggiunto riguardo alla punizione cui è sottoposto; il narratore infatti dice che sarebbe troppo lungo e noioso elencare tutte le torture a cui venivano sottoposti i dannati "in illo theatrali ludibrio", un’espressione che lascia trapelare come debba essere intesa l’intera messa in scena. I dannati sono costretti a mimare i gesti dei loro peccati come forma di scherno, in primis, verso loro stessi: la medesima simulazione del furto compiuto dal mugnaio è definita, per l’appunto, "irrisoriam", fatta per ridere. Ma, a ben vedere, è una comicità sadica e perversa che porta con sé anche la tragicità di quelle azioni che deformano la dignità delle anime fino a toglierla loro del tutto, portando l’arena ad essere luogo di vergogna e pena; è cioè una comicità che ha ragione di essere così connotata solo se inquadrata all’interno di una visione sarcastica del teatro stesso.
E proprio quando questo luogo sembra aver abbandonato anche il più piccolo lacerto di umanità ecco uno spiraglio di speranza, perché, nello stesso luogo, Thurkill vede "innumeras tormentales sedes adhuc vacuas, […] quarum quaedam ex toto iam fabrefacte sunt, quedam usque ad medietatem, quedam aliquantulum inchoate"; il diverso stato di avanzamento dei seggi è legato al comportamento delle anime ancora in vita che completano la struttura delle loro sedie attraverso il peccato ma possono anche spezzare i cerchi attraverso la penitenza e l’elemosina. Il visionario memorizza i nomi di alcuni uomini destinati al teatro ma ancora in vita; una volta tornato sulla terra comunica a costoro quanto di spaventoso avesse saputo in merito alla loro sorte. Così, alcuni di loro furono in tempo per pentirsi ed evitare la dannazione eterna.

### Edizione critica
- P. G. SCHMIDT, Visio Thurkilli relatore, ut videtur, Radulpho de Coggeshall, Leipzig, 1978

### Studi
- EMANUELE VIOLANTE, Le visioni dell’aldilà prima di Dante: la Visio Thurkilli, tesi inedita, Università degli Studi di Milano, Anno Accademico 2016-2017 http://www.studilefili.unimi.it/ecm/home/ricerca/gruppi-di-ricerca/coordinate-dantesche
- A. MORGAN, Dante e l’aldilà medievale, Roma, 2012
- S. M. BARILLARI, Le visioni dei laici: (auto)biografismo, oralità, scrittura, in “Il mondo errante. Dante fra letteratura, eresia e storia”, a cura di M. Veglia, L. Paolini e R. Parmeggiani, Spoleto, 2013,
- A. J. GUREVICH, Per un’antropologia delle visioni ultraterrene nella cultura occidentale del Medioevo, in La semiotica nei paesi slavi: problemi, programmi, analisi, a cura di C. Prevignano, Milano, 1979
- S. PIETRINI, Nell’inferno del teatro: lo spettacolo della crudeltà nella ́Visio Thurkillidi Ralph of Coggeshall, in Mirabilia: gli effetti speciali nelle letterature del Medioevo, Alessandria, 2014